# Volkmar Geupel

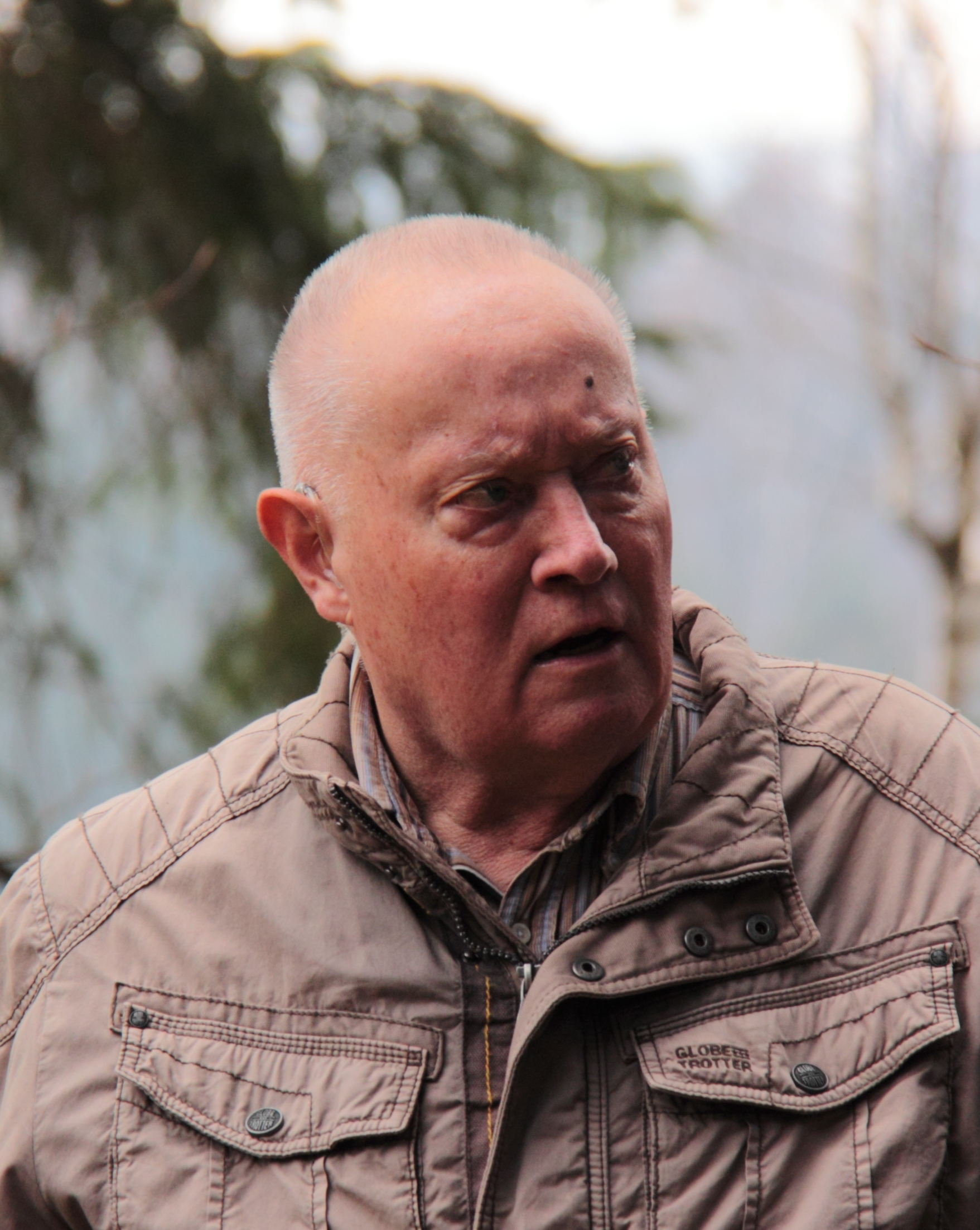
Volkmar Geupel (2019)

Volkmar Geupel (* 13. Februar 1940 in Dresden) ist ein deutscher Ur- und Frühgeschichtler.

## Leben
Geupel wuchs in Hellerau auf. Als Jugendlicher unterstützte er Ausgrabungen Gerhard Billigs auf dem wüsten Vorwerk Knapsdorf und in der Gemarkung Wilschdorf. Nach einem 1959 bis 1963 absolvierten Studium der Ur- und Frühgeschichte an der Humboldt-Universität zu Berlin wurde Geupel 1967 Assistent am Landesmuseum für Vorgeschichte Dresden. In seine Zuständigkeit fiel zunächst die Bodendenkmalpflege in Bereich der Kreise Freital, Dippoldiswalde, Freiberg und Marienberg. Schwerpunktmäßig befasste er sich anfangs mit jungpaläolithischen und mesolithischen Fundstellen und Funden in Sachsen.
Sein Arbeitsfokus wechselte auf die Besiedlungsgeschichte des mittleren Erzgebirges, und er führte zahlreiche Grabungen an Herrensitzen und Burgen im Erzgebirge durch. An einigen dieser Anlagen gelangen ihm durch gezielte archäologische Untersuchungen eine erstmalige Erfassung (z. B. Burg Nidberg) bzw. Neubewertung ihrer Bedeutung und Dokumentation ihrer Charakteristik. Nach Einschätzung von Yves Hoffmann ist es Geupels Wirken zu verdanken, dass das Gebiet die „archäologisch besterforschte Mittelgebirgsregion Mitteldeutschlands“ ist. Seine zahlreichen Publikationen zur Thematik fasste er 2013 in einem Führer zu den Burgen und Wehrkirchen im Erzgebirgskreis zusammen.
1970 wurde Geupel zum Bezirksbodendenkmalpfleger für den Bezirk Karl-Marx-Stadt berufen. Im Landesmuseum für Vorgeschichte leitete er ab 1983 die Abteilung für Bodendenkmalpflege. Nach der Wende war Geupel Referatsleiter für den Regierungsbezirk Chemnitz im Sächsischen Landesamt für Archäologie. Er trat 2005 in den altersbedingten Ruhestand ein, betätigt sich aber weiterhin mit der Publikation seiner Forschungsergebnisse und als Leiter archäologischer Exkursionen in seinem Forschungsgebiet.

## Veröffentlichungen
- Die geschützten Bodendenkmale im Bezirk Karl-Marx-Stadt (= Kleine Schriften des Landesmuseums für Vorgeschichte Dresden. Heft 3, ISSN 0232-5446). Landesmuseum für Vorgeschichte, Dresden 1983. (Digitalisat: urn:nbn:de:bsz:14-db-id18396412582)
- Spätpaläolithikum und Mesolithikum im Süden der DDR. Katalog. Teil 1: Bezirke Dresden, Karl-Marx-Stadt und Leipzig (= Veröffentlichungen des Landesmuseums für Vorgeschichte Dresden. Band 17). Deutscher Verlag der Wissenschaften, Berlin 1985.
- Spätpaläolithikum und Mesolithikum im Süden der DDR. Katalog. Teil 2: Bezirk Cottbus (= Veröffentlichungen des Landesmuseums für Vorgeschichte Dresden. Band 19). Deutscher Verlag der Wissenschaften, Berlin 1987.
- mit Martin Bartelheim: Leipzig und sein Umland. Archäologie zwischen Elster und Mulde. Verlag Theiss. Stuttgart 1996. ISBN 3-8062-1272-4
- mit Yves Hoffmann: „Noch einmal: Irrungen und Wirrungen um Zwinger an sächsischen Burgen“. In: Burgenforschung aus Sachsen. Band 21 (2008). Herausgegeben von der Deutschen Burgenvereinigung, Landesgruppe Sachsen (Ingolf Gräßler), Verlag Beier & Beran, Langenweißbach 2008. ISBN 978-3-941171-05-3
- Führer zu den Burgen und Wehrkirchen im Erzgebirgskreis. Landesamt für Archäologie, Dresden 2013, ISBN 978-3-943770-08-7.
- mit Heinz Müller und Eberhardt Kettlitz: Burgenforschung aus Sachsen, Heft 28 (der Deutschen Burgenvereinigung, Landesgruppe Sachsen), Verlag Beier & Beran, Langenweißbach 2015/2016, ISBN 978-3-95741-043-6
- mit Yves Hoffmann: Archäologie und Baugeschichte des ehemaligen Benediktinerklosters Chemnitz: die Ausgrabungen im Schloßbergmuseum 1981–1993. Landesamt für Archäologie Sachsen, Dresden 2018, ISBN 978-3-943770-35-3.
- Führer zu den Burgen und Wehrkirchen im Erzgebirgskreis, Verlag Beier & Beran, Dresden/Langenweißbach, zweite überarbeitete Auflage 2021, ISBN 978-3-95741-162-4.